# Maria Liberia Peters

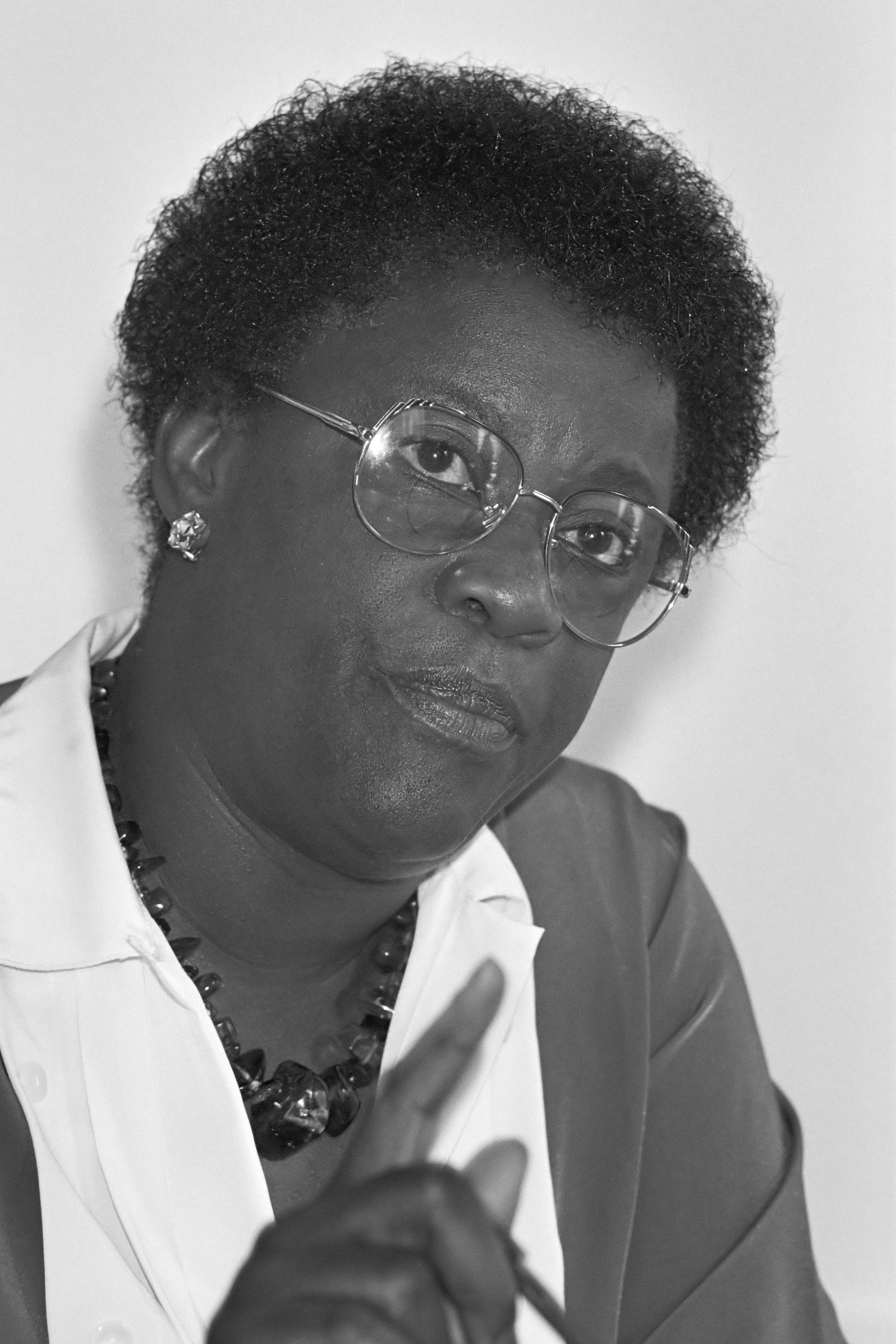
Maria Liberia Peters (1988)

Maria Liberia Peters, còn có tên là Maria Liberia-Peters, sinh ngày 20 tháng 05 năm 1941, là Thủ tướng của Antilles (thuộc vùng Ca-ri-bê) thuộc ảnh hưởng bởi Hà Lan từ năm 1984 đến năm 1986 và từ năm 1988 đến năm 1994.

## Sự nghiệp
Maria Peters sinh ra ở Willemstad, Curaçao, Hà Lan Antilles, cô theo học tại trường địa phương và lấy bằng giảng dạy ở Hà Lan. Sau đó, cô kết hôn với Niels Liberia, một công chức. Họ cùng nhau nhận nuôi hai đứa con.
Liberia Peters đến với sự nghiệp chính trị một cách tình cờ. Cô đã tham gia vào các vấn đề của trẻ em bên cạnh việc dạy học là nghề chính của cô. Cô cảm thấy rằng đi vào chính trị là cách duy nhất để đạt được những thay đổi đáng kể trong các công việc của mình, cô nói: "Sẽ có lúc bạn nhận ra rằng nếu bạn thực sự muốn tạo ra sự khác biệt, cách duy nhất là thông qua chính trị, và sau đó bạn bước vào đó. Trong trường hợp của riêng tôi, tôi nghĩ. Chà, tôi sẽ thử nó, và nếu tôi không thích nó, tôi sẽ nói lời tạm biệt. Nhưng rồi bạn nhận ra bạn đã đi vào con đường đam mê, và bạn vẫn vì bạn để liên tục bị thách thức bởi nó. "
Con đường đến với chính trị của cô bắt đầu vào những năm 1970, khi cô bắt đầu kết nạp các nhóm phụ huynh trở thành thành viên của Đảng Nhân dân Quốc gia. Năm 1975, sau khi được những người khác khuyến khích ra tranh cử, bà đã giành được một ghế trong Hội đồng đảo Curaçao, nơi bà tiếp tục được cử làm thành viên trong 05 năm tiếp theo. Năm 1982, cô được bổ nhiệm vào cơ quan lập pháp của Antilles Hà Lan và cũng trở thành Bộ trưởng Bộ Kinh tế. Sau khi chính phủ liên minh mà cô làm việc bị sụp đổ vào tháng 06 năm 1984, cô đã đồng ý thành lập một Liên minh mới và được bầu làm Thủ tướng, một vị trí mà cô nắm giữ từ suốt từ năm 1984 đến năm 1986 và sau đó là năm 1988 đến năm 1994. Cô đã cố gắng lần thứ ba vào vị trí này vào năm 1994 nhưng Đảng của cô đã thua trong cuộc bầu cử. Mặc dù không đắc cử, nhưng cô đã vẫn là thành viên trong Quốc hội.
Thủ tướng Maria Liberia Peters là thành viên của Hội đồng các nhà lãnh đạo thế giới phụ nữ, một mạng lưới quốc tế gồm các nữ tổng thống và cựu thủ tướng, có nhiệm vụ tập hợp các nhà lãnh đạo phụ nữ cấp cao nhất trên toàn cầu về các vấn đề quan trọng đối với phụ nữ và phát triển công bằng.